# تایپوگرافی

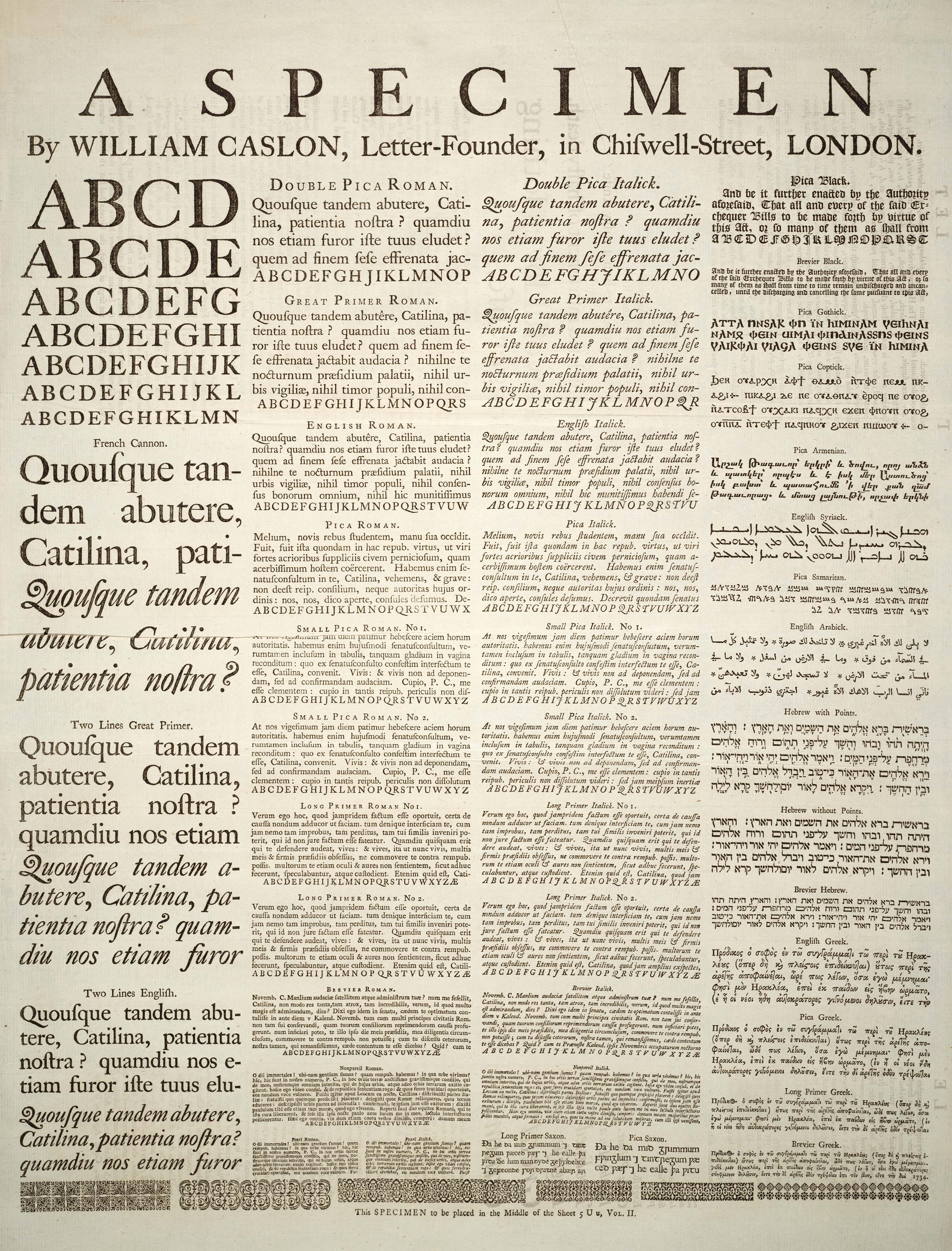
یک نمونه از تایپوگرافی

تایپوگرافی یا نویسه‌نگاری هنر و فن حروف‌چینی برای نمایش زبان است. هنر چیدمان حروف برای زبان تصویری. تقویت ویژگی بصری حروف و نزدیک کردن نوشتار به وجه تصویری. چینش حروف شامل حالت قلم، پوینت، مقدمه (فاصلهٔ خط) می‌شود.
امروزه کار چاپ پوسترها و تبلیغات را تایپوگرافی‌ها انجام می‌دهند.

## تعاریف جامع تایپوگرافی
معانی مختلفی برای واژۀ تایپوگرافی در لغت‌نامه می‌توانید پیدا کنید. چند تای آن‌ها را در زیر می‌بینید:
1. تایپوگرافی، هنر چیدمان تایپ، برای رسیدن به یک زبان تصویری است.
2. تایپوگرافی، هنر پردازش متن، برای رسانه‌های چاپی است.
3. تایپوگرافی عبارت است از انتخاب و طرح‌ریزی تایپ برای چاپ.
4. تایپوگرافی «زبان بصری» است؛ هنر نوشتن کلمه یا جملات بسیار کوتاه با شکل وُ سبکی ویژه که «بار» تصویری و «نمایشی» بالایی دارد و «هویت» چیزی را می‌رساند.

اما به صورت جامع تر می‌توان گفت تایپوگرافی هنری است که در آن طراح می‌کوشد با تغییر عناصر متن، مثل اندازه، فاصله حروف، شکل حروف، فاصله خطوط، پاراگراف بندی و مواردی از این دست زبان بصری برای تایپ به وجود آورد. تایپوگرافی در طیف گسترده‌ای از امور هنری، مثل ساخت تیتراژ فیلم، طراحی گرافیک، طراحی کتاب‌های کمیک، طراحی مالتی مدیا و… کاربرد دارد. تایپوگرافی با خطاطی و دست‌نویس تفاوت دارد، هر چند طراح تایپ می‌تواند از خط و دست‌نویس نیز برای تایپوگرافی بهره ببرد.

## تایپوگرافی در ایران
داستان تایپوگرافی و تعاریف آن وقتی به ایران می‌رسد جالب می‌شود. تایپوگرافی جزء پدیده‌های بحث‌برانگیز در محافل گرافیکی ایران است.
ایران پیشینه‌ای قوی و کهن در زمینهٔ کار با خط دارد. هنرمندان ایرانی در طی صدها سال تاریخ خوشنویسی نشان داده‌اند که خط را می‌شناسند و می‌دانند که چطور باید آن را زیبا و خوش به کار بگیرند. برخوردی که ما با تایپوگرافی در ایران داریم، نمی‌تواند تابع برخوردی باشد که در غرب با مقولهٔ خط دارند. از این رو جنبش‌های بومی در زمینهٔ تایپوگرافی در ایران پدید آمدند و شکل گرفتند.
کمتر کسی را می‌توان یافت که در حیطهٔ طراحی گرافیک مشغول به کار باشد و از تأثیر تایپوگرافی در رفتار و فرهنگ طراحی در ایران بی‌خبر باشد. رابطهٔ تایپ و تصویر در ده سال اخیر همواره جزء بحث‌های مهم بوده‌است.
دوسالانهٔ گرافیک تهران یک رویداد بین‌المللی و مهم در جامعهٔ گرافیک است. در حاشیهٔ نهمین دوره از این دوسالانه، نشستی تحت عنوان «تایپوگرافی» برگزار شد.
تعریفی که ما از تایپوگرافی در ایران می‌توانیم ارائه کنیم، با کشورهای دیگر کمی متفاوت است. در کشورهای غربی به کاری تایپوگرافی گفته می‌شود که فقط از حروف تایپی در آن اثر گرافیگی استفاده شده باشد، اما در ایران، خصوصاً در چند سال اخیر، که بحث «تایپوگرافی» بیشتر مورد توجه طراحان قرار گرفته و آثار زیادی را با این ذهنیت شاهد هستیم، می‌بینیم که نمی‌توانیم تعریف ایرانی به آن صورت از آن ارائه کنیم.
در نمایشگاه‌های مختلف تایپوگرافی شاهد قرار گرفتن انواع کارها در کنار هم، برای به وجود آمدن اثر «تایپوگرافی» هستیم، مانند: حروف تایپی، حروف طراحی‌شده با دست، (خوشنویسی و انواع آن) و … در کنار تصویر (تصویرسازی، عکس و…) که همهٔ این‌ها در کشورهای صاحب‌سبک، تعاریف خاص خودشان را دارند، ولی شاید بتوان از این کارها به تعریفی تقریبی از اصطلاح «تایپوگرافی ایرانی» برسیم.

## فرایند تایپوگرافی
اطلاعاتی که قرار است به مخاطب منتقل شود به «فونت» تبدیل و تایپ می‌شود سپس «تایپ‌فیس» یا گروه فونت‌ها انتخاب می‌شود و آنگاه با تکنیک‌های «ویژوال آرت» یا هنرهای دیداری ادغام می‌شود؛ به خود رنگ می‌گیرد و فرم می‌پذیرد. آنگاه با تصادف در انتخاب رنگ، فرم، خم‌خوردگی، بافت، چیدمان، کشش، ترکیب فونت‌ها و تایپ‌فیس‌ها چیزی بیرون می‌جهد که یک تایپوگرافی برای کاری خاص است و به آن محصول «الهام هنری» می‌گویند. در نهایت، تایپوگرافی دیگر فونت، کلمه یا جمله نیست.

## تایپوگرافی آنلاین در طراحی سایت
تایپوگرافی آنلاین در طراحی سایت و طراحی لوگو برای هر شغلی یک مارک تجاری با آرم می‌باشد. طراحی سایت، وبسایت، جلد کتاب و موارد دیگر که طراحی می‌کنید، یک مارک طراحی سایت برای برجسته شدن به یک آرم به‌یادماندنی نیاز دارد و شما نمی‌توانید با جعبه مداد رنگی ایجاد کنید. اگر می‌خواهید در وبسایت نیز یک وبسایت خاص باشید باید از دید تایپوگرافی وبسایت را طراحی کنید.